# Rede Ceaușescus am 21. August 1968

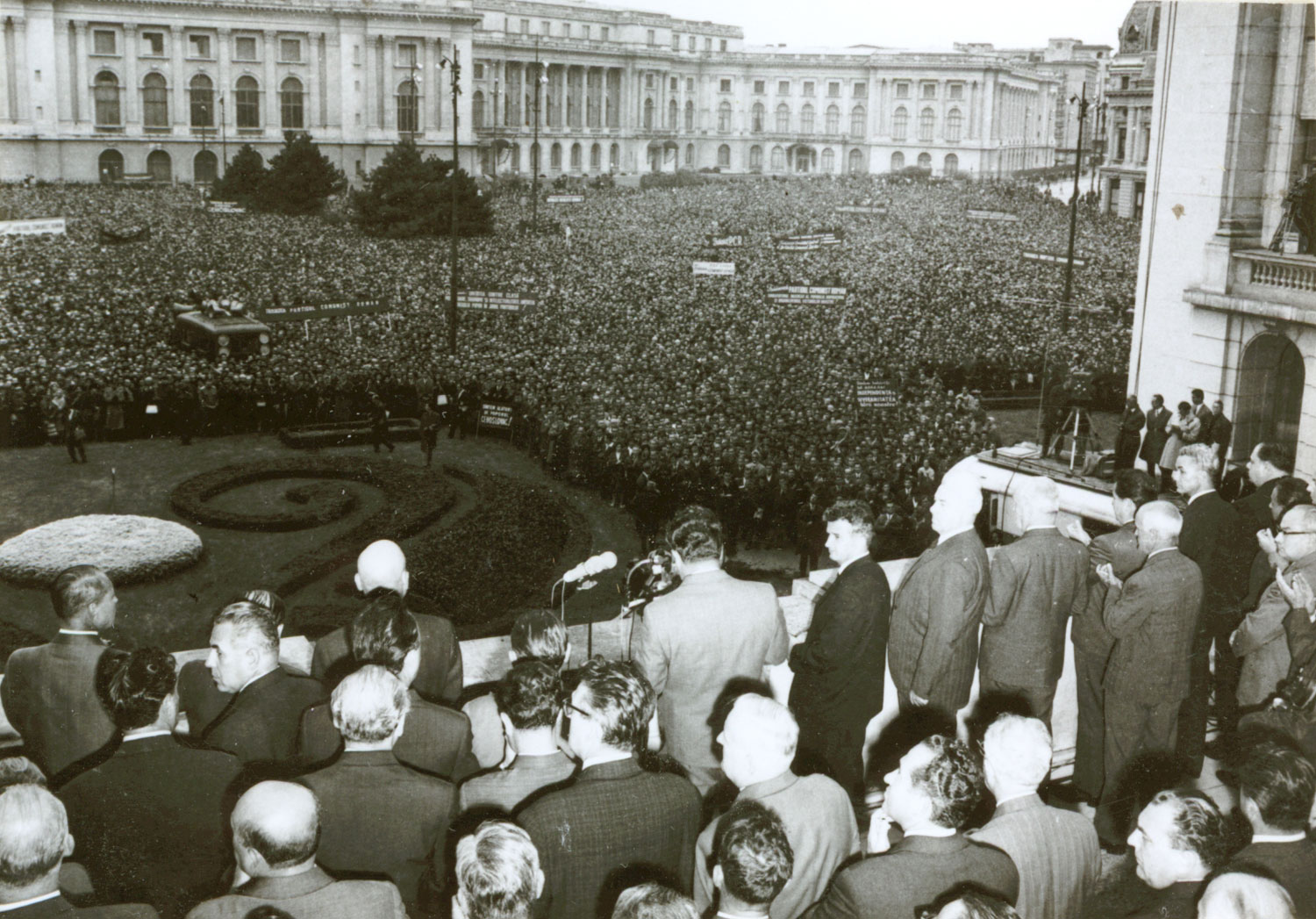
Palastplatz in Bukarest am 21. August 1968

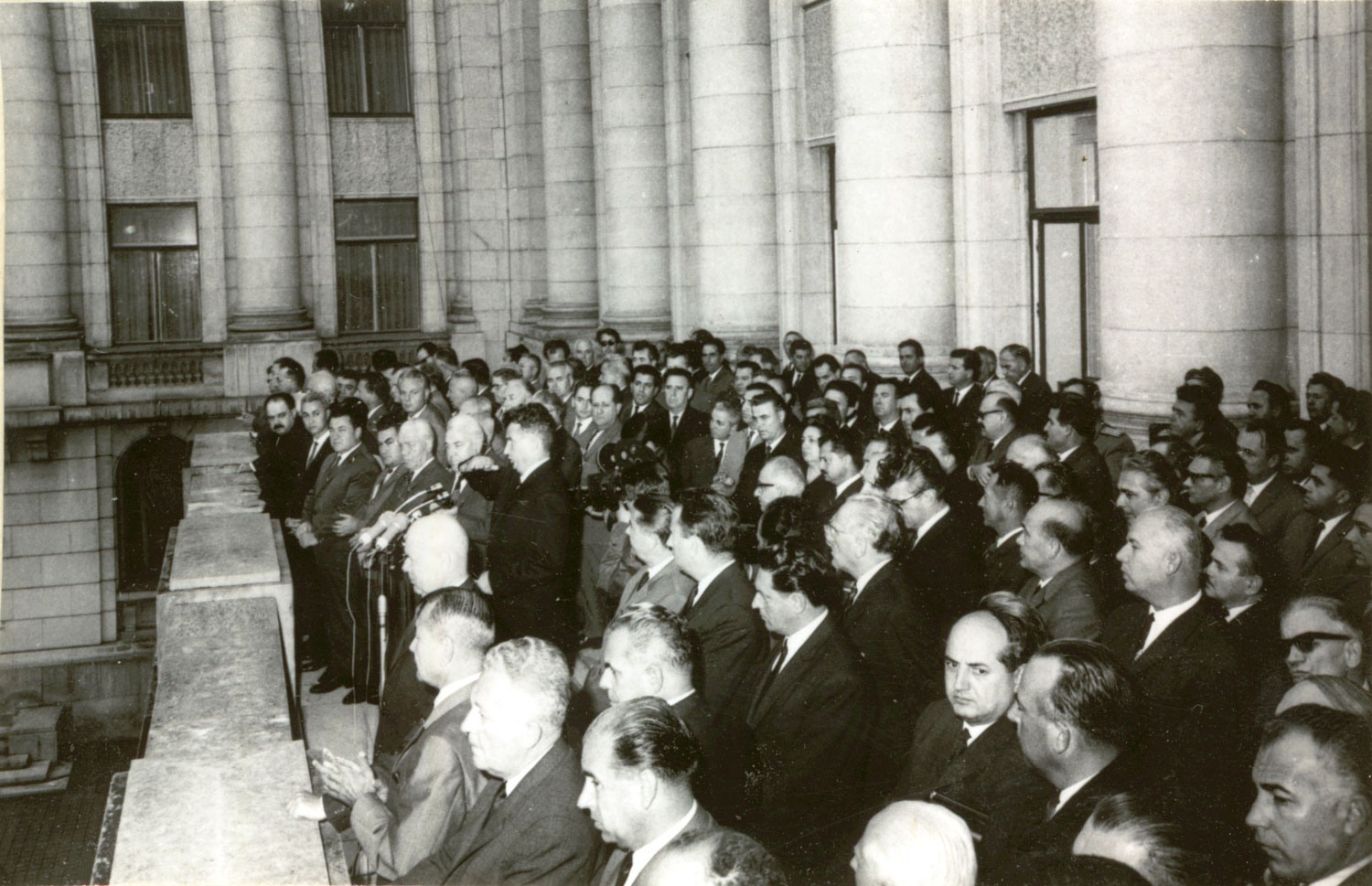
Ceaușescu während seiner Rede

Die Rede Ceaușescus am 21. August 1968 war eine öffentliche Ansprache von Nicolae Ceaușescu, dem Generalsekretär der Rumänischen Kommunistischen Partei und Vorsitzenden des Staatsrates von Rumänien, in der er den Einmarsch der Truppen des Warschauer Paktes in die Tschechoslowakei scharf verurteilte.

## Hintergrund
In der Nacht vom 20. auf den 21. August 1968 waren Truppen von vier Staaten des Warschauer Paktes – der Sowjetunion, Bulgariens, Ungarns und Polens – in die Tschechoslowakei einmarschiert, um die Reformpolitik von Alexander Dubček, dem Ersten Sekretär der Kommunistischen Partei der Tschechoslowakei, militärisch zu beenden.

## Inhalt der Rede
Bereits am 10. August 1968, noch vor der Invasion, warnte Ceaușescu in einer Rede vor der Allgemeinen Militärakademie in Bukarest vor einem militärischen Eingreifen: "Es kann keinerlei Berechtigung dafür geben, auf irgendeiner Weise die Streitkräfte [sozialistischer Länder] für eine Intervention in die inneren Angelegenheiten irgendeines Mitgliedlandes des Warschauer Vertrages einzusetzen." In seiner Rede am 21. August prangerte Ceaușescu dann die Invasion in einer öffentlichen Ansprache vor zehntausenden Menschen auf dem damaligen Palastplatz im Zentrum Bukarests als Solidaritätsbekundung für die Tschechoslowaken an und erklärte, das „Eindringen der Truppen der fünf sozialistischen Länder in die Tschechoslowakei ist ein schwerer Fehler und eine ernste Gefahr für den Frieden in Europa und für das Schicksal des Sozialismus in der Welt.“
Nicolae Ceaușescu erschien auf dem Balkon des Regierungsgebäudes mit erhobenen Händen vor der jubelnden Menge. Mit ihm waren Mitglieder des kommunistischen Zentralkomitees versammelt. Paul Niculescu-Mizil verlas zunächst das Kommuniqué über die gemeinsame Plenartagung des ZK der RKP, des Staatsrates und der Regierung Rumäniens, an der auch Vertreter der Gewerkschaften, der Jugendorganisation und anderer gesellschaftlicher Organisationen teilnahmen.
Ceaușescu verurteilte zu Beginn seiner Rede die Invasion scharf: „In der gegenwärtigen Welt, da sich die Völker zum Kampfe erheben, um ihre nationale Unabhängigkeit zu verteidigen, um ihre Gleichberechtigung zu erringen, ist es undenkbar, daß ein sozialistischer, daß sozialistische Staaten, die Freiheit und Unabhängigkeit eines anderen Staates mit Füßen treten.“
Er erklärte weiterhin, dass ihn sein Besuch in der Tschechoslowakei in der vorangegangenen Woche überzeugt habe, dass es den Tschechoslowaken darum ginge, „die aus der Vergangenheit geerbten negativen Zustände zu beseitigen und den Sieg des Sozialismus in diesem Land zu gewährleisten“. Nachfolgend verwies Ceaușescu darauf, dass die Wahl des Weges des Aufbaus des Sozialismus eine Frage sei, „die jede Partei, jeden Staat und jedes Volk selbst betrifft“ und forderte kategorisch, dass es in den Beziehungen zwischen den sozialistischen Ländern, zwischen den kommunistischen Parteien notwendig sei, „ein für allemal der Einmischung in die Angelegenheiten anderer Staaten, anderer Parteien ein Ende zu setzen“. Ceaușescu gab bekannt, dass beschlossen worden sei, „mit der Aufstellung bewaffneter patriotischer Garden zu beginnen“, um die Unabhängigkeit und Sicherheit des Landes zu gewähren.
Er wies darauf hin, dass gesagt worden sei, dass in der Tschechoslowakei die Gefahr einer „Konterrevolution“ bestünde und dass es möglich sei, dass vielleicht auch behauptet werden könnte, dass sich auch bei dieser Veranstaltung konterrevolutionäre Tendenzen kundgetan hätten und fuhr fort: „Wir antworten allen: Das ganze rumänische Volk wird es niemandem gestatten, das Territorium unseres Vaterlandes zu verletzen“.
Ceaușescu griff zum Ende seiner Rede die kommunistischen Parteien der Invasionsstaaten noch einmal scharf an und unterstellte ihnen indirekt, keine Kommunisten zu sein: „Wir sind davon überzeugt, dass es nirgends einen Kommunisten gibt, der diese militärische Aktion gegen die Tschechoslowakei billigen kann und dass alle Kommunisten ihre Stimme für die Freiheit, für die marxistisch-leninistischen Prinzipien erheben werden und dafür, dass das tschechoslowakische Volk, dass jedes andere Volk die sozialistische Gesellschaftsordnung so aufbauen kann, wie es das wünscht“.
Abschließend rief er die Bürger Rumäniens zur Ruhe und Entschlossenheit auf und rief ihnen zu: „Lasst uns jeden Augenblick bereit sein, unser sozialistisches Vaterland, Rumänien, zu verteidigen“.
Er beendete seine Rede mit der Bitte an die Anwesenden, zu ihrer Arbeit zurückzukehren und versprach, die Bürger über den Gang der Ereignisse weiter zu informieren.

## Rezeption
Ceaușescus Ansprache wurde im In- und Ausland als Geste des Ungehorsams gegenüber der Sowjetunion empfunden. In einer weiteren Rede am 30. August 1968 in Cluj wies er in diesem Zusammenhang den Führungs- und Deutungsanspruch durch eine einzige Partei scharf zurück: „Einige Theoretiker maßen sich das Recht an, Werturteile aufzustellen nach dem Prinzip 'Le marxisme c'est moi'. Nein, niemand darf das behaupten: 'Der Marxismus bin ich'. (Stürmischer Beifall, Hochrufe.) Der Marxismus-Leninismus ist niemandes Eigentum [...]“
Als der Generalsekretär der KPdSU Leonid Breschnew als Gastredner auf dem 5. Parteitag der Polnischen Vereinigten Arbeiterpartei (PVAP) am 12. November 1968 in Warschau die Doktrin von der „begrenzten Souveränität“ der Staaten des sozialistischen Lagers (Breschnew-Doktrin) postulierte, war dies inhaltlich auch gegen den Unabhängigkeitsanspruch Rumäniens, wie Ceaușescu ihn in seiner Rede am 21. August formuliert hatte, gerichtet. Ceaușescu reagierte am 29. November auf einer Sitzung der Großen Nationalversammlung unmittelbar auf die Breschnew-Doktrin und wies diese energisch zurück: „Die Zugehörigkeit zum Warschauer Vertrag stellt weder die Souveränität der Mitgliedländer in Frage noch ‚begrenzt‘ sie in irgendeiner Weise ihre staatliche Unabhängigkeit, im Gegenteil, wie im Vertrag selbst vorgesehen, ist sie ein Mittel der Festigung der nationalen Unabhängigkeit und Souveränität jedes einzelnen Staates [...]“
Die westlichen Staaten gingen in der Folge nähere politische und wirtschaftliche Beziehungen mit Rumänien ein. Der US-amerikanische Präsident Nixon und Ceaușescu besuchten sich 1969 gegenseitig, zudem wurde Rumänien in den Internationalen Währungsfonds und in die Weltbank aufgenommen. Ceaușescu, der in der Biografie von Thomas Kunze als „neostalinistischer Diktator“ bezeichnet wird, galt die weiteren Jahre danach als Hoffnungsträger der Westeuropäer und der USA im Kampf gegen den Kommunismus.
Ceaușescus Rede hatte die Wertschätzung der rumänischen Gesellschaft, der Intellektuellen und der Vertreter der Arbeiterklasse. Er erhielt auf seine Rede eine begeisterte Reaktion von vielen Menschen, die keineswegs kommunistisch waren, und bereit, sich in die neu gebildeten paramilitärischen Patriotischen Garden (rumän. Gărzile Patriotice) einzuschreiben. 
Die Rede war somit auch Teil der Bemühungen der kommunistischen Elite in Bukarest nach 1956, eine größere Unabhängigkeit von Moskau zu erlangen. Ceaușescu festigte Rumäniens unabhängige außenpolitische Stimme konsequent in den nächsten zwei Jahrzehnten. 
In Rumänien spricht man im Zusammenhang mit diesen Ereignissen von der Ceauşescu-Apotheose.